# Ołeksandr Szczanow
Ołeksandr Iwanowycz Szczanow, ukr. Олександр Іванович Щанов, ros. Александр Иванович Щанов, Aleksandr Iwanowicz Szczanow (ur. 13 lipca 1924 w Iwanowo, Rosyjska FSRR, zm. 6 listopada 2009 w Kijowie, Ukraina) – ukraiński piłkarz pochodzenia rosyjskiego, grający na pozycji napastnika, trener piłkarski.

## Kariera piłkarska

### Kariera klubowa
Wychowanek miejscowego klubu Osnowa Iwanowo. Kiedy rozpoczęła się Niemcy napadły na ZSRR, jako ochotnik wstąpił do Armii Czerwonej. Po wyzwoleniu Ukrainy w 1944, Szczanow został skierowany do Kijowa, gdzie był organizowany konkurs na piłkarzy do Dynama Kijów. Młody piłkarz dołączył do zespołu Dynamo, oficjalnie stając się pracownikiem milicji kolejowej, grając w drużynie 6-ej rady rejonowej. W grudniu 1945 został przeniesiony do pierwszej drużyny Dynama, a w następnym 1946 roku debiutował w podstawowym składzie klubu. Jednak grał głównie w drużynie rezerw, w której pełnił funkcje kapitana i z którą w 1949 roku po raz pierwszy w historii klubu wygrał mistrzostwa ZSRR spośród drużyn rezerwowych. W 1948 roku w jednym z meczów, doznał poważnej kontuzji kolana, ale odmówił lekarzom zrobić chirurgiczną operację, nadal grając z bandażami na kolanie. Ale z czasem nawroty dawnych urazów nie pozwolili grać tak jak poprzednio. W 1952 roku, w którym Dynamo zdobyło wicemistrzostwo, Szczanow rozegrał tylko dwa mecze, a wkrótce postanowił zakończyć aktywną karierę piłkarską. W 1954 próbował wrócić do gry, ale po 4 meczach w składzie OBO Kijów ostatecznie zawiązał z karierą piłkarza.

## Kariera trenerska
Po zakończeniu kariery piłkarskiej rozpoczął pracę trenerską. Najpierw trenował młodych piłkarzy w Dynamie Kijów. Od 1954 do 1955 szkolił młodzież w FSzM Kijów (Futbolowa Szkoła Młodzieżowa). W maju 1955 wrócił do Dynama, gdzie pracował na stanowisku dyrektora zespołu. We wrześniu 1955 roku został zaproszony prowadzić Spartak Stanisław, z którym zdobył mistrzostwo wśród zespołów kultury fizycznej i awansował do Klasy B Mistrzostw ZSRR. W 1957 roku powrócił do Kijowa, gdzie pomagał trenować Arsenał Kijów, ale wkrótce ponownie został kierować zespołem Spartak Stanisław. W 1959 roku ponownie pomaga trenować Temp Kijów. W 1960 roku został zaproszony do Czernihowa, gdzie brał czynny udział w tworzeniu klubu profesjonalnego Awanhard Czernihów, stając się pierwszym trenerem zespołu. Ale w maju 1960 roku powrócił do Kijowa, gdzie pracował w Federacji Futbolu Ukraińskiej SRR. Od 1962 do września 1963 pracował jako asystent trenera w Awanhardzie Charków, potem przeniósł się do Kijowa, gdzie pomagał trenować SKA Kijów. W 1964 roku po raz trzeci przyszedł do Spartaka Iwano-Frankiwsk. W 1965 roku powrócił do Kijowa, gdzie krótko trenował Temp Kijów i Dniproweć Dnieprodzierżyńsk, a następnie ponownie przeniesiony do pracy administracyjnej w Federacji Futbolu Ukraińskiej SRR, gdzie pracował do 1986 roku, trenując różne reprezentacje Ukrainy. Od lutego do czerwca 1986 roku trenował młodych zawodników w sportowej szkole nr 1 w Kijowie, a od czerwca 1986 do 1987 w DJuSSz SKA Kijów.
Już na emeryturze, aktywnie uczestniczył w pracach Miejskiego Związku Piłki Nożnej w Kijowie. 6 listopada 2009 zmarł w Kijowie.

## Sukcesy i odznaczenia

### Sukcesy klubowe
- mistrz ZSRR spośród drużyn rezerwowych: 1949

### Sukcesy trenerskie
- mistrz Ukraińskiej SRR: 1955 (z Spartakiem Stanisławów)

### Odznaczenia
- tytuł Mistrza Sportu ZSRR
- tytuł Zasłużonego Trenera Ukrainy
- Order „Za zasługi” III klasy: 2004[3]